# Étang des Redouneilles des brebis
L’étang des Redouneilles des brebis est un petit étang des Pyrénées françaises, situé en Ariège, dans la vallée de Siguer à 2 228 mètres d'altitude, entre l'étang de Peyregrand et le pic des Redouneilles (2 485 m).

## Géographie
Accompagné de deux laquets, l'étang se situe sur le territoire de la commune de Siguer, au sud-est du pic des Redouneilles. Au nord-est, séparé par une arête rocheuse, se trouve l'étang des Redouneilles des vaches.
Sa superficie est proche de 1,5 ha, c'est un site prisé par les pêcheurs de truites et saumons des fontaines.

## Voies d'accès
Depuis le parking de Bouychet, emprunter au sud le GRT 65 puis passer les trois passerelles; à la 3e prendre à gauche, aller en direction de Brouquenat (attention pas de panneaux); suivre le ruisseau puis passer Brouquenat au pont de Gespedière direction Peyregrand. A l'entrée de Peyregrand, prendre à droite, le sentier assez bien marqué permet d'arriver à l'étang des Redouneilles des vaches, au fond de ce lac, monter directement au Redouneilles des brebis.